# اضرب واهرب (من الأفضل الاتصال بسول)
«اضرب واهرب» (بالإنجليزية: Hit and Run)‏ هي الحلقة الرابعة للموسم السادس من مسلسل إيه إم سي التلفزيوني الدرامي من الأفضل الاتصال بسول، المسلسل يُعتبر بادئة من مسلسل اختلال ضال. تم بث الحلقة في 2 مايو 2022 على قناة إيه إم سي بالولايات المتحدة. خارج الولايات المتحدة، تم عرض الحلقة لأول مرة على خدمة البث نتفليكس في عدة بلدان.

## الاستقبال

### التقييمات والجوائز
شاهد الحلقة ما يقدر بنحو 1.16 مليون مشاهد خلال أول بث لها على إيه إم سي في 2 مايو 2022. في حفل توزيع جوائز الإيمي برايم تايم رقم 74، تلقت ريا سيهورن أول ترشيح لجائزة الإيمي برايم تايم كأفضل ممثلة مساعدة في مسلسل درامي عن هذه الحلقة.

## وصلات خارجية
- «اضرب واهرب» على إيه إم سي (بالإنجليزية)
- «اضرب واهرب» على قاعدة بيانات الأفلام على الإنترنت (بالإنجليزية)